# District de Përmet
 (décembre 2014).
Si vous disposez d'ouvrages ou d'articles de référence ou si vous connaissez des sites web de qualité traitant du thème abordé ici, merci de compléter l'article en donnant les références utiles à sa vérifiabilité et en les liant à la section « Notes et références ».
Le district de Përmet est un des 36 districts d'Albanie. Il a une superficie de 929 km2 pour 35 000 habitants. Sa capitale est la ville de Përmet. Le district dépend de la préfecture de Gjirokastër.
Il est mitoyen des districts albanais de Kolonjë, Korçë, Gjirokastër, Skrapar, Berat et Tepelenë et partage aussi une frontière avec la Grèce.

## Histoire
La ville, établie comme centre administratif au XVe siècle et XVIe siècle, est citée dans les archives historiques ottomanes comme une ville riche en marchés, magasins, entrepôts et auberges, de sorte que cette région était devenue un centre commercial prospère. Les données historiques ottomanes des années 1431 entre 1432 indiquent que la ville avait 42 maisons, chiffre qui est passé à 136 au XVIe siècle. En 1938, Përmet comptait 3 000 habitants et 104 villages. Pendant la Seconde Guerre mondiale, elle a été brûlée quatre fois par les nazis, changeant ainsi plusieurs fois de visage.

## Description
La commune de Përmet se compose de deux mairies, celle de Përmet et Kelcyra et 7 municipalités, Suke, Ballaban, Petran, Çarshovë, Piskove, Frasher et Deshnice, un total de 13 000 habitants et 3 000 ménages.
L’émigration est un des processus qui a affecté Përmet depuis des siècles. La commune compte aujourd'hui environ 2 500 émigrants, principalement depuis la Grèce. Un autre phénomène est le mouvement des habitants des villages vers la ville de Përmet, ce qui fait de la ville un endroit habité essentiellement par des Përmetars.
Përmet est une ville entourée par une chaîne de montagnes, la Dhembel-Nemercke-Trebeshina, culminant à plus de 3 000 mètres. La rivière Vjosa traverse la ville, rivière qui est devenu inséparable du nom de la ville. Vjosa dérive des Pindes, montagnes à l'est d’Ioannina, tandis que sa source se trouve à Mount Mavrovouni. Son courant continue vers le nord-ouest de l'Albanie. Le fleuve a une longueur d'environ 272 km, dont 192 km sur le territoire de l’Albanie. Le débit moyen de l'eau est d'environ 204 m3.

## Mythologie
Son nom vient d'un ancien héros, nommé Premt, dont l'histoire nous est parvenue de génération en génération. Pour ne pas tomber dans les mains des ennemis, Premt a décidé de sauter de la Ville de pierre, un énorme rocher au centre de Përmet, monument créé par la nature.

## Ville des Roses
Une autre caractéristique de Përmet sont ses fleurs, surtout les roses qui sont partout dans la ville, dans les parcs mais aussi dans les maisons, entretenus par les dames de maisons, connues pour la qualité de l’entretien des maisons et leur hospitalité. C’était la douceur de ses roses qui a donné à Përmet son autre nom, celui de « Ville des Roses ».

### Culture et traditions
Përmet est une des premières villes albanaises qui a développé sa propre culture. Il suffit de mentionner le grand baryton et mentor Xhemali, une étoile de la musique albanaise, issu de cette ville pour poursuivre avec le grand Laver Bariu, qui encore aujourd’hui, malgré son âge avancé, se sent toujours responsable et s'investit pour faire avancer la musique populaire permetare.

### Littérature
La musique est une des briques qui constitue la culture de Përmet. Comment oublier la poésie du grand Naim, né dans les hauteurs de Frasher, un village de Përmet, des perles précieuses qui continuent encore, à être lu et relues par des millions de lecteurs albanophones et qui font partie des manuels scolaires ou de la littérature[style à revoir]. D’autres poètes et écrivains nés à Përmet comme Nonda Bulka, Sejfulla Maleshova et Bardhyl Londo poursuivirent dans cette voie.

## Éducation
La ville de Përmet a deux écoles, Nonda Bulka et Meleq Gosnishti et un lycée, Sami Frasheri.
Distinguée pour sa tolérance religieuse et la convivialité de ses habitants, la ville a abrité en son sein la religion orthodoxe et musulmane, autour de ses dix-huit églises et trois mosquées.

## Communication
La ville a fait un pas en avant avec la création d'une télévision locale, AOS TV, en août 2004  qui donne plus de possibilités aux habitants de la commune d’être informés de tout ce qui se passe dans la ville.

## Transition
Comme d’autres villes d’Albanie, Përmet a subi les destructions importantes de 1997[précision nécessaire] et les conséquences continuent à se sentir encore en raison des fonds limités qui ont été affectés pour surmonter sa situation.

## Tourisme

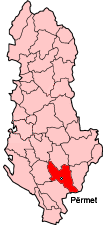

Malgré un transport routier peu développé et laissé à l’abandon par les autorités au pouvoir jusqu’à présent la beauté de ses lieux, son histoire, sa culture, l'hospitalité de ses habitants et l'ancrage fort de ses enfants et sympathisants, la ville fait objet d'une attention particulière et renoue lentement mais surement avec sa destinée[Laquelle ?].
Mais cela ne signifie pas que la valeur de cette cité historique est perdue, cela appartient à chacun, de faire en sorte que Përmet renoue avec ses traditions d’antan, pour conserver son nom comme il se doit et lui redonner toute sa splendeur et sa dignité.